# Desa Cibatu (administrativ by i Indonesien, lat -7,65, long 108,20)
Desa Cibatu är en administrativ by i Indonesien.   Den ligger i provinsen Jawa Barat, i den västra delen av landet, 220 km sydost om huvudstaden Jakarta.